# El malquerido
El malquerido es una película biográfica venezolana estrenada el 18 de diciembre de 2015, dirigida por Diego Rísquez y protagonizada por Jesús Miranda (Chyno Miranda) y Greisy Mena. La cinta está basada en algunos momentos de la vida del cantante de bolero Felipe Pirela.

## Sinopsis
El filme retrata la vida de Felipe Pirela, El bolerista de América, desde que la inspiración y el camino de la música se abrieron en una emisora de radio en Maracaibo, hasta conquistar los mercados y plazas internacionales.

## Reparto
| Actor               | Personaje           |
| ------------------- | ------------------- |
| Jesús Chyno Miranda | Felipe Pirela       |
| Greisy Mena         | Mariela Montiel     |
| Sheila Monterola    | Mamá Lucía          |
| Héctor Manrique     | Billo Frómeta       |
| Mariaca Semprún     | Aminta              |
| Carlos Cruz         | Portabales          |
| Sócrates Serrano    | Daniel Sánchez      |
| Samantha Castillo   | La Lupe             |
| Dylan Pérez Reyes   | Felipe Pirela joven |
| Natalia Roman       | Paquita             |
| Diego Rísquez       | Dante               |
| Iván Tamayo         | José Paiva          |

## Producción
La película comenzó a grabarse en Caracas a principios de marzo y el rodaje duró un mes. En abril de 2015, el equipo grabó las escenas clave en Maracaibo, desde lugares como la plaza Baralt, la Basílica de la Chiquinquirá, la Fonoplatea de los Éxitos y otras locaciones. La producción fue realizada entre Producciones Guakamaya, Centro Nacional de Cinematográfia (CNAC), Pedro Mezquita, Xenon Films, Ron Santa Teresa y la Gobernación del Estado Zulia, además contó con el apoyo del Departamento Audiovisual-Cine Club Universitario de Maracaibo, de la Dirección de Cultura de LUZ.
La película a pesar de ser una biografía, el realizador advierte que la película tiene elementos de ficción, ya que este no pretende "hacer un documental. El cine que hago no es un cine evidente, es un cine sugerente. Existe una historia principal, pero siempre existen subtramas donde yo dejo que el espectador saque sus propias conclusiones".
El cantante Jesús "Chino" Miranda fuera de actuar en la película, también interpreta los temas presentes, que son 16 en total. La película fue estrenada La Sala de Artes Escénicas del Centro de Arte de Maracaibo Lía Bermúdez (CAMLB).

## Críticas
Fue vista por 22.000 personas tres días desde su estreno, y por más de 210.829 personas según la Asociación Venezolana de la Industria del Cine (Asoinci), desde su estreno hasta este lunes 11 de enero de 2016, y producción nacional más taquillera de 2015.
La película fue premiada como Mejor Película del Festival del Cine en Mérida en 2016.
La película según críticos y periodistas venezolanos tendría algunas "falsedades e inexactitudes", además de algunas críticas hacia el elenco.